# Новые Ачакасы
Но́вые Ачакасы́ (чув. Ҫӗнӗ Ачча) — деревня в Канашском районе Чувашской Республики.  Административный центр Ачакасинского сельского поселения.

## География
Находится в центральной части Чувашии, на расстоянии приблизительно 16 км на запад по прямой от районного центра города Канаш.

## История
Известна с 1858 года как околоток Новый села Татмышева (ныне Ачакасы). В 1897 году было учтено 534 жителя, в 1926 – 159 дворов и 818 жителей, в 1939 – 890 жителей, в 1979 – 659. В 2002 году было 213 дворов, в 2010 – 185  домохозяйств. В 1931 году образован колхоз «1 мая», в 2010 действовал СХПК «Родник».

## Население
Постоянное население составляло 567 человек (чуваши 98%) в 2002 году, 541 в 2010.